# موسورو (لاعب)
اللعب مرسلو موسورو بالإسباني[marcelo mossor]لاعب برازيلي يلعب في مركز الوسط وسبق ان لعب مع الاهلي السعودي وقبل ذلك كان يلعب بلفريق سبورتينغ براغا. انتقل إلى الاهلي السعودي مقابل 3.5 مليون يورو ويلعب حالياً لنادي بلدية إسطنبول.

## روابط خارجية
- موسورو على موقع الاتحاد الأوربي (الإنجليزية)
- موسورو على موقع اتحاد تركيا (لاعب) (الإنجليزية)
- موسورو على موقع قاعدة بيانات كرة القدم.إي يو (الإنجليزية)
- موسورو على موقع Soccerway.com (الإنجليزية)
- موسورو على موقع عالم كرة القدم.نت (الإنجليزية)
- موسورو على موقع كووورة
- موسورو على موقع AS.com (الإسبانية)